# Gemada

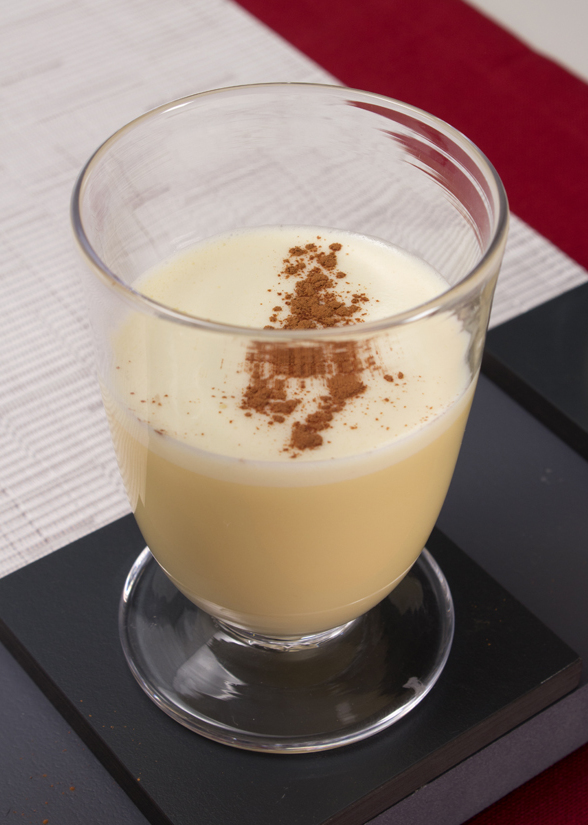
Gemada com canela.

Gemada ou batida é uma tradicional bebida à base de leite quente, gema de ovo, açúcar.
Em todo o Canadá, nos Estados Unidos e em alguns países europeus, a gemada é tradicionalmente consumida durante a época de Natal. 